# Elena di Romania (principessa)
Elena di Romania (Losanna, 15 novembre 1950) è una principessa rumena, secondogenita dell'ex re Michele I e di Anna di Borbone-Parma.
È l'erede di sua sorella Margherita alla guida della famiglia reale rumena, seguita da sua figlia, e, come discendente della regina Vittoria del Regno Unito, lei e i suoi figli sono in linea di successione al trono britannico.

## Biografia

### Giovinezza
Elena è nata a Losanna, in Svizzera, e venne battezzata nella chiesa ortodossa dalla stessa città. È cresciuta inizialmente in Inghilterra, con i genitori e le sorelle Margherita e Irina, per poi andare in Italia, a Firenze, per frequentare i primi anni di scuola con la sorella maggiore.
Iniziò gli studi secondari nel paese natio all'International School, per poi proseguirli fino al 1965 alla Daneshill House School nell'Hampshire e a Bexhill-on-Sea. Il 20 gennaio 1975 prese residenza a Londra e lì studiò amministrazione e si laureò.

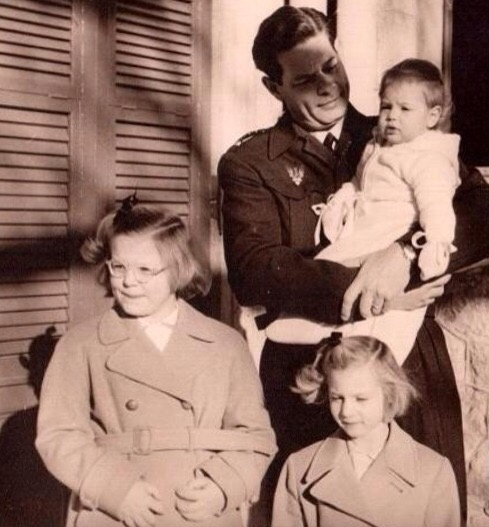
Elena, a sinistra, con le sorelle Irina, Sofia e il padre, l'8 ottobre 1958

Negli ultimi anni dell'adolescenza visitò soprattutto il sud-est asiatico per 19 mesi, come parte di un coro di 100 membri che provenivano in totale da 56 paesi. La principessa viaggiò quindi in Australia, Hong Kong, India, Iran, Malaysia, Malta, Nuova Zelanda, Papua Nuova Guinea, Singapore e Tirolo.

### Carriera
All'età di 20 anni rientrò in Europa e iniziò a lavorare nella sede ginevrina della Christie's, dove si dedicava alla vendita di gioielli e di oggetti artistici. Dopo la laurea lavorò in un progetto a sostegno di bambini con problemi uditivi presso la London Academy of Music and Dramatic Art.
Grazie al suo lavoro presso la Christie's si avvicinò al mondo dell'artigianato e dell'antiquariato. Iniziò infatti a formarsi come restauratrice di oggetti a Londra, in qualità di assistente di un esperto del settore. In contemporanea lavorò al restauro di una collezione di ceramiche al Herzog Anton Ulrich-Museum.

### Matrimoni

#### Primo matrimonio
Il 20 luglio 1983, si sposò con il dottor Leslie Robin Medforth-Mills (1942-2002) in una cerimonia civile a Durham e poi in un matrimonio greco ortodosso in una chiesa ortodossa di Losanna il 24 settembre dello stesso anno. Divorziarono il 21 novembre 1991.

#### Secondo matrimonio
Elena si risposò il 14 agosto 1998 a Peterlee con Alexander Philips McAteer Nixon (Easington, nella contea di Durham, 22 ottobre 1964).
L'11 settembre 2013 Elena e Alexander hanno contratto il matrimonio religioso nella Cattedrale dell'Incoronazione di Alba Iulia.

### Attività

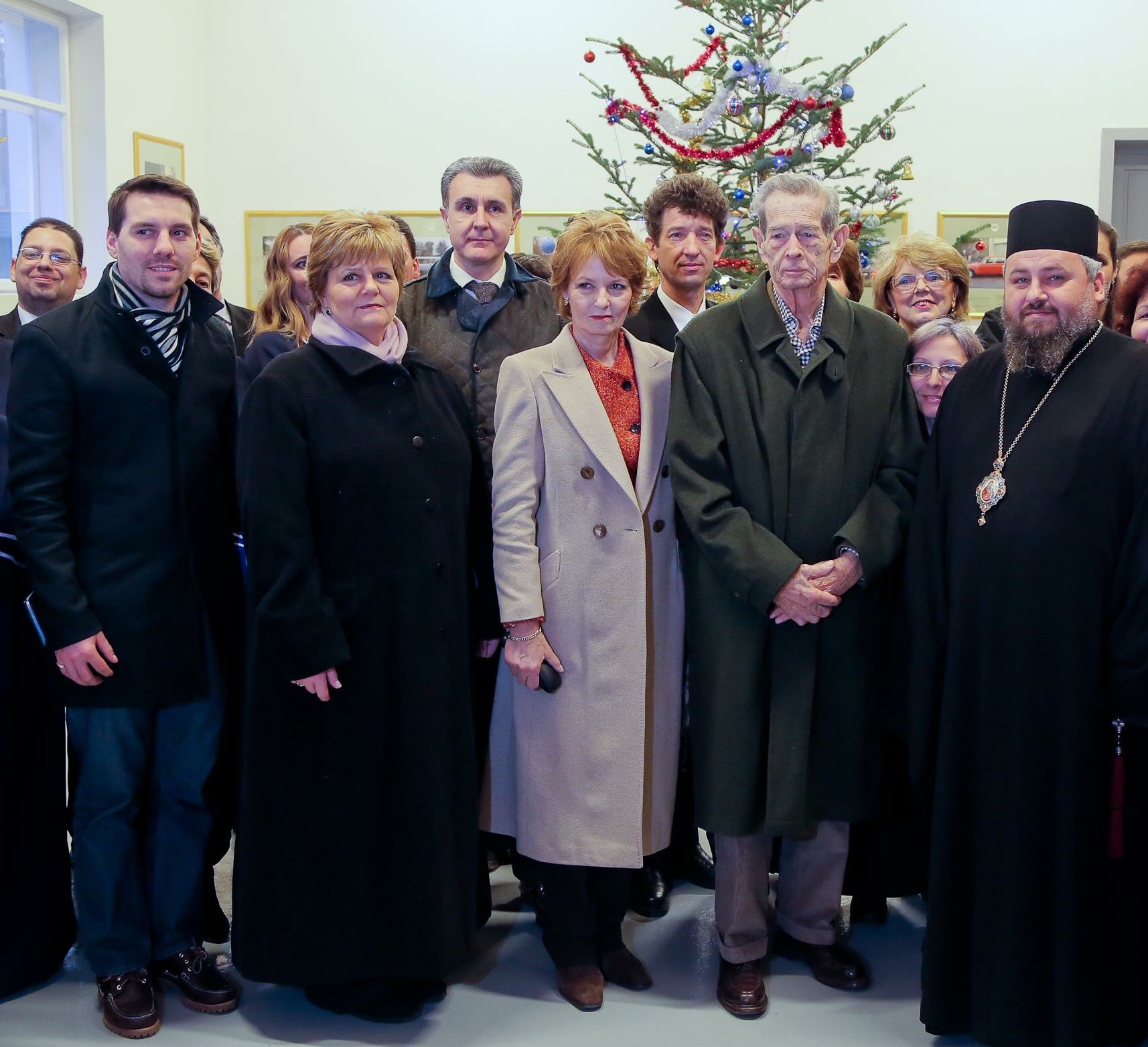
Elena, prima da sinistra, con i famigliari nella sala concerti del castello di Săvârșin nel 2013

Nel 1982 tornò in Inghilterra e, con il primo marito, visse per due anni in Sudan, dove anche suo figlio trascorse parte dei suoi primi 18 mesi di vita.
Dopo la rivoluzione romena del 1989 istituì la Fondazione Principessa Elena con l'obiettivo di raccogliere fondi a sostegno di bambini disabili o in condizioni di vita instabili provenienti dall'Inghilterra nordorientale, dove lei stessa risiede. Aveva anche lo scopo di aiutare i bambini romeni in difficoltà ed è stata unita alla Fondazione Principessa Margherita di Romania, in cui Elena è membro del consiglio di amministrazione.
Rappresenta la sorella ad eventi pubblici, soprattutto nel Regno Unito, e trascorre ogni anno il mese di maggio e il periodo di Natale in Romania. Si occupa anche di iniziative tra la Romania e la Gran Bretagna specie sotto i profili culturali ed economici, con la collaborazione del secondo marito. Intrattiene rapporti con la comunità romena in Inghilterra.

## Discendenza
Elena di Romania e il primo marito Robin Medfort-Mills ebbero un figlio e una figlia:
- Nicholas Michael de Roumanie Medfort-Mills (Ginevra, 1º aprile 1985). Si sposò con Alina Maria Binder (Costanza, 26 gennaio 1988) in una cerimonia civile il 6 ottobre 2017 a Henley-on-Thames e poi in una religiosa il 30 settembre 2018 a Sinaia.[4] La coppia ha una figlia e un figlio:[4]
  - Maria-Alexandra de Roumanie Medfort-Mills (Bucarest, 7 novembre 2020).
  - Mihai de Roumanie Medfort-Mills (Bucarest, 15 aprile 2022).

Nicholas ha anche un figlia naturale, avuta da Nicoleta Cirjan: Iris Anna Cirjan (2016).
- Elisabeta Karina de Roumanie Medforth-Mills (nata a Newcastle-upon-Tyne, 4 gennaio 1989), figlioccia di Catherine Cookson. Sposati civilmente con Kurt Metcalfe il 26 abril 2024 a Barnard Castle. Sono genitori di:
  - Augustus Mihai de Roumanie Metcalfe (Durham, 24 maggio 2024).[5][6]

## Titoli e trattamento
- 15 novembre 1950 - 10 maggio 2011: Sua Altezza Reale, la principessa Elena di Romania, principessa di Hohenzollern-Sigmaringen
- 10 maggio 2011 - 5 dicembre 2017: Sua Altezza Reale, la principessa Elena di Romania
- 5 dicembre 2017 - attuale: Sua Altezza Reale, la principessa ereditaria di Romania

## Ascendenza
|                         |                    |                             | Genitori                                  |  |  | Nonni |  |  | Bisnonni                |  |  | Trisnonni                            |  |
|                         |                    |                             |                                           |  |  |       |  |  | Ferdinando I di Romania |  |  | Leopoldo di Hohenzollern-Sigmaringen |  |
|                         |                    |                             |                                           |  |  |       |  |  | Ferdinando I di Romania |  |  | Leopoldo di Hohenzollern-Sigmaringen |  |
|                         |                    | Antonia di Portogallo       |                                           |  |  |       |  |  | Ferdinando I di Romania |  |  |                                      |  |
| Carlo II di Romania     |                    |                             |                                           |  |  |       |  |  | Ferdinando I di Romania |  |  |                                      |  |
|                         |                    | Maria di Edimburgo          | Alfredo di Sassonia-Coburgo-Gotha         |  |  |       |  |  |                         |  |  |                                      |  |
|                         |                    | Maria di Edimburgo          | Alfredo di Sassonia-Coburgo-Gotha         |  |  |       |  |  |                         |  |  |                                      |  |
|                         |                    | Maria di Edimburgo          | Maria Aleksandrovna di Russia             |  |  |       |  |  |                         |  |  |                                      |  |
| Michele I di Romania    |                    | Maria di Edimburgo          |                                           |  |  |       |  |  |                         |  |  |                                      |  |
|                         |                    | Costantino I di Grecia      | Giorgio I di Grecia                       |  |  |       |  |  |                         |  |  |                                      |  |
|                         |                    | Costantino I di Grecia      | Giorgio I di Grecia                       |  |  |       |  |  |                         |  |  |                                      |  |
|                         |                    | Costantino I di Grecia      | Olga Konstantinovna di Russia             |  |  |       |  |  |                         |  |  |                                      |  |
| Elena di Grecia         |                    | Costantino I di Grecia      |                                           |  |  |       |  |  |                         |  |  |                                      |  |
|                         |                    | Sofia di Prussia            | Federico III di Germania                  |  |  |       |  |  |                         |  |  |                                      |  |
|                         |                    | Sofia di Prussia            | Federico III di Germania                  |  |  |       |  |  |                         |  |  |                                      |  |
|                         |                    | Sofia di Prussia            | Vittoria di Gran Bretagna                 |  |  |       |  |  |                         |  |  |                                      |  |
| Elena di Romania        |                    | Sofia di Prussia            |                                           |  |  |       |  |  |                         |  |  |                                      |  |
|                         | Roberto I di Parma | Carlo III di Parma          |                                           |  |  |       |  |  |                         |  |  |                                      |  |
|                         | Roberto I di Parma | Carlo III di Parma          |                                           |  |  |       |  |  |                         |  |  |                                      |  |
|                         | Roberto I di Parma | Luisa Maria di Francia      |                                           |  |  |       |  |  |                         |  |  |                                      |  |
| Renato di Borbone-Parma | Roberto I di Parma |                             |                                           |  |  |       |  |  |                         |  |  |                                      |  |
|                         |                    | Maria Antonia di Portogallo | Michele del Portogallo                    |  |  |       |  |  |                         |  |  |                                      |  |
|                         |                    | Maria Antonia di Portogallo | Michele del Portogallo                    |  |  |       |  |  |                         |  |  |                                      |  |
|                         |                    | Maria Antonia di Portogallo | Adelaide di Löwenstein-Wertheim-Rosenberg |  |  |       |  |  |                         |  |  |                                      |  |
| Anna di Borbone-Parma   |                    | Maria Antonia di Portogallo |                                           |  |  |       |  |  |                         |  |  |                                      |  |
|                         |                    | Valdemaro di Danimarca      | Cristiano IX di Danimarca                 |  |  |       |  |  |                         |  |  |                                      |  |
|                         |                    | Valdemaro di Danimarca      | Cristiano IX di Danimarca                 |  |  |       |  |  |                         |  |  |                                      |  |
|                         |                    | Valdemaro di Danimarca      | Luisa d'Assia-Kassel                      |  |  |       |  |  |                         |  |  |                                      |  |
| Margherita di Danimarca |                    | Valdemaro di Danimarca      |                                           |  |  |       |  |  |                         |  |  |                                      |  |
|                         |                    | Maria d'Orléans             | Roberto d'Orléans                         |  |  |       |  |  |                         |  |  |                                      |  |
|                         |                    | Maria d'Orléans             | Roberto d'Orléans                         |  |  |       |  |  |                         |  |  |                                      |  |
|                         |                    | Maria d'Orléans             | Francesca Maria d'Orléans                 |  |  |       |  |  |                         |  |  |                                      |  |
|                         |                    | Maria d'Orléans             |                                           |  |  |       |  |  |                         |  |  |                                      |  |